# Constanze Jahn
Constanze Jahn (* 12. Januar 1963) ist eine deutsche Schachspielerin. Sie erhielt 1991 von der FIDE den Titel Internationale Meisterin der Frauen (WIM).

## Schach

### Erfolge
Constanze Jahn teilte den ersten Platz mit Tatjana Lematschko beim Zonenturnier der Frauen 1991 in Graz. Sie nahm daraufhin am Interzonenturnier der Frauenweltmeisterschaft 1993 in Subotica teil.
Sie gewann zwei Mal die deutsche Schnellschachmeisterschaft der Frauen, 1998 in Wolfen und 2005 in Halle/Saale. Im Jahr 2001 wurde sie Dritte. Sie wurde Vizemeisterin bei der deutschen Blitzmeisterschaft der Frauen 1991 in Markt Maßbach.

### Vereine
In der Frauenbundesliga spielte Jahn von 1991 bis 2015 mit dem USV Volksbank Halle (bis 1993 VdS Buna Halle, von 1993 bis 2006 USV Halle) und gewann 2007 mit ihm den Titel. Sie nahm mit Halle auch viermal (1997, 2000, 2007 und 2010) am European Club Cup der Frauen teil. Seit 2015 gehört sie als Gastspielerin der Frauenmannschaft von Rotation Pankow an und war mit dieser  in der Saison 2018/19 in der Frauenbundesliga vertreten. Im allgemeinen Spielbetrieb spielt Jahn in der Saison 2018/19 für den Post-SV Crimmitschau.

### Nationalmannschaft
Constanze Jahn spielte für die deutsche Frauenauswahl bei der Schacholympiade 1992 und der Mannschaftseuropameisterschaft 1992.